# Principauté de Smolensk
 (mars 2024).
Si vous disposez d'ouvrages ou d'articles de référence ou si vous connaissez des sites web de qualité traitant du thème abordé ici, merci de compléter l'article en donnant les références utiles à sa vérifiabilité et en les liant à la section « Notes et références ».
1054–1404
Entités précédentes :
- Rus' de Kiev

Entités suivantes :
- Voïvodie de Smolensk

La principauté de Smolensk (ou grande principauté de Smolensk, en russe : Смоленское княжество) est une principauté de la Rus' de Kiev créée au XIe siècle et disparue au XVe siècle après son annexion par le grand-duché de Lituanie.

## Historique

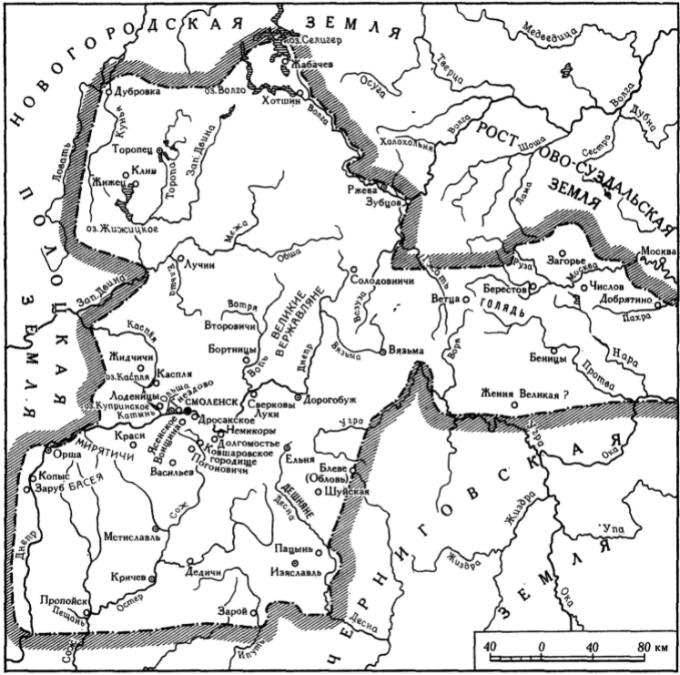
Carte de la principauté de Smolensk.

La principauté est née sur le territoire de la tribu slave orientale des Krivitches à l'époque du Rus' de Kiev. Son autonomie politique commence à se développer à partir de 1030. Une des leurs sources de revenus était la route commerciale des Varègues aux Grecs qui traversait Smolensk. Sous Rostislav Ier, le petit-fils de Vladimir Monomaque, Smolensk est devenue indépendante et atteint sa plus grande prospérité et puissance. En 1136, un évêché distinct fut fondé à Smolensk, qui fut plus tard doté de terres et de privilèges. Sous les successeurs de Roman Rostislavich, à partir de 1180, selon le principe du séniorat, la principauté commença à se diviser et son influence sur la politique panrusse commença à décliner. Dans le même temps, elle subit les attaques des princes lituaniens et des chevaliers teutoniques.
La principauté n'est que partiellement touchée par l'invasion mongole ; la ville elle-même n'a pas été conquise ni pillée. Néanmoins, les habitants de Smolensk ont du préter allégeance à la Horde d'or. Dans la seconde moitié du XIIIe siècle, les cités de Mojaïsk et Viazma se sont éloignés de Smolensk, ce qui a entraîné un nouvel affaiblissement de la lutte contre les Lituaniens. En 1380, les troupes de la Principauté de Smolensk participèrent à la bataille de Koulikovo aux côtés de Dimitri Ier Donskoï.
En 1404, les troupes du grand-duc lituanien Vytautas le Grand prennent la ville Smolensk et la principauté perd son indépendance politique en intégrant le Grand-Duché de Lituanie. Smolensk est reconquit par le Grande-principauté de Moscou en 1514 lors de la guerre de la Russie contre la Lituanie (1512-1522). En 1611, après un siège de plusieurs années, Smolensk fut de nouveau occupée par la république des Deux Nations. Pendant la guerre russo-polonaise de 1654 à 1667, Smolensk retomba sous la domination de la Russie, ce qui fut officiellement scellé dans le traité d'Andrussovo.

## Galerie

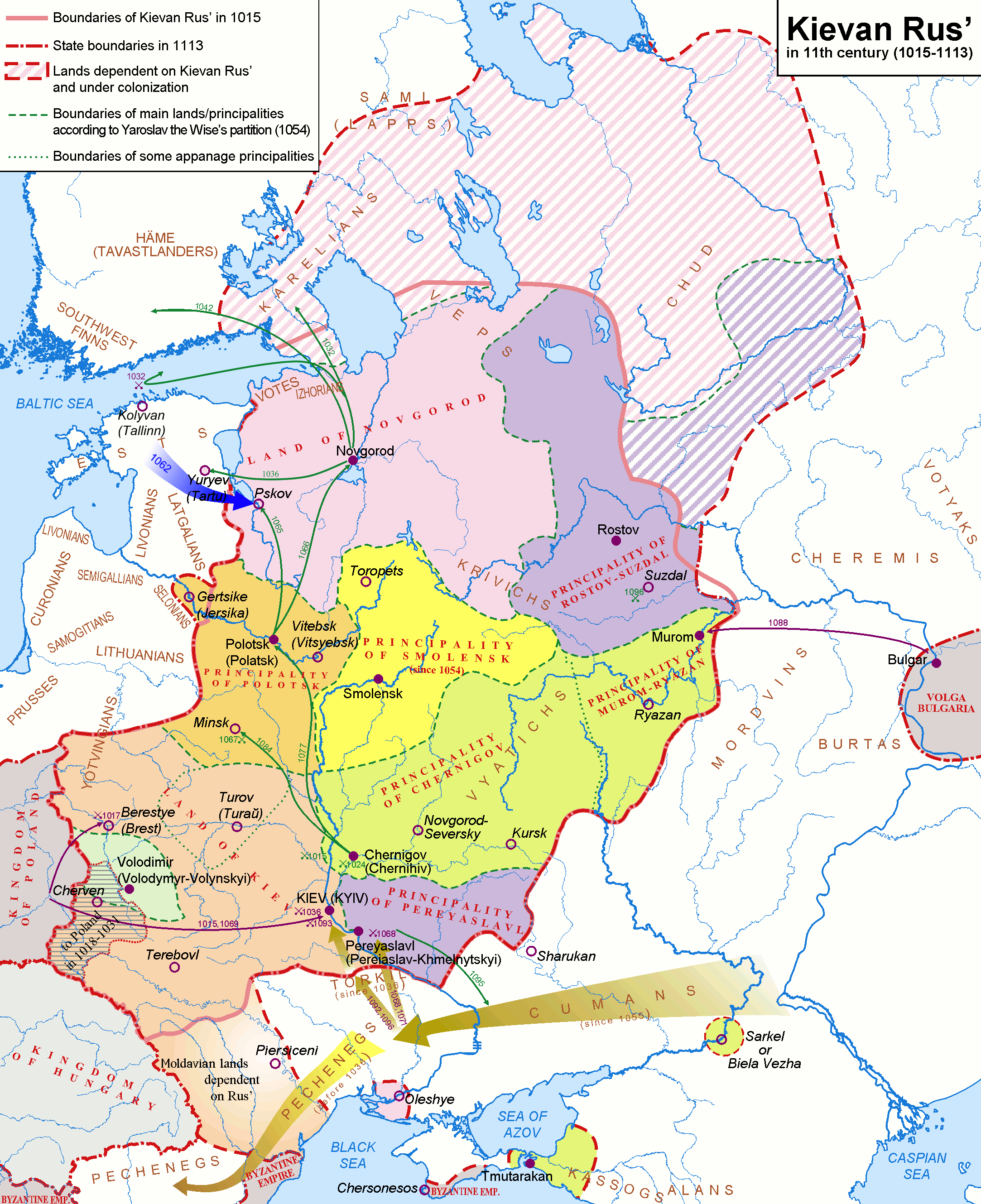
Principauté de Smolensk c. 1100.
Principauté de Smolensk (1132).